# زبير أحمد
زبير أحمد (من مواليد 1980 أو 1981) هو طبيب جراح وسياسي في حزب العمال الاسكتلندي يشغل منصب عضو البرلمان عن منطقة غلاسكو الجنوبية الغربية منذ عام 2024.